# Golasecca
Golasecca (lombardul: Vorasecca vagy Gorasecca) település Olaszországban, Varese megyében. Lakosainak száma 2621 fő (2023. január 1.). Golasecca Sesto Calende, Somma Lombardo, Castelletto sopra Ticino és Vergiate községekkel határos.

## Népesség
A település népességének változása:
| Lakosok száma | 2714 | 2729 | 2621 |
|               | 2017 | 2018 | 2023 |